# Élection législative de 2022 à Wallis-et-Futuna
Les élections législatives françaises de 2022 se déroulent les 12 et 19 juin 2022. Dans la collectivité d'outre-mer de Wallis-et-Futuna, un député est à élire dans le cadre d'une circonscription unique. Le député sortant, Sylvain Brial, ne se représente pas. Son suppléant, Mikaele Seo, remporte l'élection au second tour face à Etuato Mulikiha'amea.

## Contexte

### Résultats de l'élection présidentielle de 2022 par circonscription
| Circonscription | 1er tour | 1er tour | 1er tour  |         | 2d tour | 2d tour |
| Circonscription | Macron   | Le Pen   | Mélenchon | Macron  | Le Pen  |         |
| --------------- | -------- | -------- | --------- | ------- | ------- | ------- |
| Circonscription |          |          |           |         |         |         |
| Unique          | 39,47 %  | 10,80 %  | 9,35 %    | 67,45 % | 32,55 % |         |

## Système électoral
Les élections législatives ont lieu au scrutin uninominal majoritaire à deux tours dans des circonscriptions uninominales.
Est élu au premier tour le candidat qui réunit la majorité absolue des suffrages exprimés et un nombre de voix au moins égal au quart (25 %) des électeurs inscrits dans la circonscription. Si aucun des candidats ne satisfait ces conditions, un second tour est organisé entre les candidats ayant réuni un nombre de voix au moins égal à un huitième des inscrits (12,5 %) ; les deux candidats arrivés en tête du premier tour se maintiennent néanmoins par défaut si un seul ou aucun d'entre eux n'a atteint ce seuil. Au second tour, le candidat arrivé en tête est déclaré élu.
Le seuil de qualification basé sur un pourcentage du total des inscrits et non des suffrages exprimés rend plus difficile l'accès au second tour lorsque l'abstention est élevée. Le système permet en revanche l'accès au second tour de plus de deux candidats si plusieurs d'entre eux franchissent le seuil de 12,5 % des inscrits. Les candidats en lice au second tour peuvent ainsi être trois, un cas de figure appelé « triangulaire ». Les second tours où s'affrontent quatre candidats, appelés « quadrangulaire » sont également possibles, mais beaucoup plus rares.

### Partis et nuances
Les résultats des élections sont publiées en France par le ministère de l'Intérieur, qui classe les partis en leur attribuant des nuances politiques. Ces dernières sont décidées par les préfets, qui les attribuent indifféremment de l'étiquette politique déclarée par les candidats, qui peut être celle d'un parti ou une candidature sans étiquette. 
En 2022, seuls la coalition Ensemble (ENS), le Parti communiste français (COM), La France insoumise (FI), le Parti socialiste (SOC), le Parti radical de gauche (RDG), l'Union des démocrates et indépendants (UDI), Les Républicains (LR), le Rassemblement national (RN) et Reconquête (REC) se voient attribués des nuances propres,. 
Tous les autres partis se voient attribués l'une ou l'autre des nuances suivantes : DXG (divers extrême gauche), DVG (divers gauche), ECO (écologiste), REG (régionaliste), DVC (divers centre), DVD (divers droite), DSV (droite souverainiste) et DXD (divers extrême droite). Des partis comme Europe Écologie Les Verts, Debout la France ou Lutte ouvrière ne disposent ainsi pas de nuances propres, et leurs résultats nationaux ne sont pas publiés séparément par le ministère, car mélangés avec d'autres partis (respectivement dans les nuances ECO, DSV et DXG).

## Résultats

### Élus
| Circonscription                                 | Député sortant | Parti | Parti | Groupe | Député élu ou réélu | Parti | Parti | Groupe |
| ----------------------------------------------- | -------------- | ----- | ----- | ------ | ------------------- | ----- | ----- | ------ |
| Circonscription unique                          | Sylvain Brial* |       | SE    | LT     | Mikaele Seo         |       | LREM  | REN    |
| * député sortant ne se représentant pas en 2022 |                |       |       |        |                     |       |       |        |

### Résultats à l'échelle de la collectivité

#### Résultats par coalition
| Parti et coalition             | Parti et coalition             | Parti et coalition             | Premier tour | Premier tour | Premier tour | Second tour | Second tour | Second tour | Total Sièges | +/-           |
| Parti et coalition             | Parti et coalition             | Parti et coalition             | Voix         | %            | Sièges       | Voix        | %           | Sièges      | Total Sièges | +/-           |
| ------------------------------ | ------------------------------ | ------------------------------ | ------------ | ------------ | ------------ | ----------- | ----------- | ----------- | ------------ | ------------- |
|                                | Dissidents Ensemble            | Dissidents Ensemble            | 1 936        | 26,02        | 0            |             |             |             | 0            | Nv            |
|                                |                                | La République en marche (LREM) | 1 622        | 21,80        | 0            | 3 717       | 50,11       | 1           | 1            | Nv            |
| Total Ensemble (ENS)           | Total Ensemble (ENS)           | 1 622                          | 21,80        | 0            | 3 717        | 50,11       | 1           | 1           | Nv           |               |
|                                |                                | Cap21                          | 922          | 12,39        | 0            |             |             |             | 0            | Nv            |
| Total Écologie au centre (ÉAC) | Total Écologie au centre (ÉAC) | 922                            | 12,39        | 0            | 0            | Nv          |             |             |              |               |
|                                | Sans étiquette (SE)            | Sans étiquette (SE)            | 2 960        | 39,78        | 0            | 3 701       | 49,89       | 0           | 0            | 1             |
|                                |                                |                                |              |              |              |             |             |             |              |               |
| Suffrages exprimés             | Suffrages exprimés             | Suffrages exprimés             | 7 440        | 99,16        |              | 7 418       | 98,70       |             |              |               |
| Votes blancs                   | Votes blancs                   | Votes blancs                   | 34           | 0,45         | 62           | 0,82        |             |             |              |               |
| Votes nuls                     | Votes nuls                     | Votes nuls                     | 29           | 0,39         | 36           | 0,48        |             |             |              |               |
| Total                          | Total                          | Total                          | 7 503        | 100          | 0            | 7 516       | 100         | 1           | 1            | en stagnation |
| Abstentions                    | Abstentions                    | Abstentions                    | 2 089        | 21,78        |              | 2 064       | 21,54       |             |              |               |
| Inscrits/Participation         | Inscrits/Participation         | Inscrits/Participation         | 9 592        | 78,22        | 9 580        | 78,46       |             |             |              |               |

#### Résultats par nuance
| Nuance                 | Nuance                 | Nuance                 | Premier tour | Premier tour | Premier tour | Second tour | Second tour | Second tour | Total Sièges | +/-           |
| Nuance                 | Nuance                 | Nuance                 | Voix         | %            | Sièges       | Voix        | %           | Sièges      | Total Sièges | +/-           |
| ---------------------- | ---------------------- | ---------------------- | ------------ | ------------ | ------------ | ----------- | ----------- | ----------- | ------------ | ------------- |
|                        | Divers centre          | DVC                    | 5 457        | 73,35        | 0            | 7 418       | 100         | 1           | 1            | Nv            |
|                        | Divers gauche          | DVG                    | 1 061        | 14,26        | 0            |             |             |             | 0            | 1             |
|                        | Écologistes            | ECO                    | 922          | 12,39        | 0            | 0           | Nv          |             |              |               |
|                        |                        |                        |              |              |              |             |             |             |              |               |
| Suffrages exprimés     | Suffrages exprimés     | Suffrages exprimés     | 7 440        | 99,16        |              | 7 418       | 98,70       |             |              |               |
| Votes blancs           | Votes blancs           | Votes blancs           | 34           | 0,45         | 62           | 0,82        |             |             |              |               |
| Votes nuls             | Votes nuls             | Votes nuls             | 29           | 0,39         | 36           | 0,48        |             |             |              |               |
| Total                  | Total                  | Total                  | 7 503        | 100          | 0            | 7 516       | 100         | 1           | 1            | en stagnation |
| Abstentions            | Abstentions            | Abstentions            | 2 089        | 21,78        |              | 2 064       | 21,54       |             |              |               |
| Inscrits/Participation | Inscrits/Participation | Inscrits/Participation | 9 592        | 78,22        | 9 580        | 78,46       |             |             |              |               |

### Circonscription unique
- Député sortant : Sylvain Brial (sans étiquette), qui ne se représente pas. Mikaele Seo (La République en marche) était son suppléant.

| Candidat                 | Candidat                 | Parti et coalition       | Nuance                   | Premier tour | Premier tour | Second tour | Second tour |
| Candidat                 | Candidat                 | Parti et coalition       | Nuance                   | Voix         | %            | Voix        | %           |
| ------------------------ | ------------------------ | ------------------------ | ------------------------ | ------------ | ------------ | ----------- | ----------- |
|                          | Mikaele Seo              | LREM (ENS)               | DVC                      | 1 622        | 21,80        | 3 717       | 50,11       |
|                          | Etuato Mulikiha'amea     | SE                       | DVC                      | 1 396        | 18,76        | 3 701       | 49,89       |
|                          | Soane Paulo Mailagi      | H diss.                  | DVC                      | 1 170        | 15,73        |             |             |
|                          | Soane Tamaseno Tukumuli  | SE                       | DVG                      | 1 061        | 14,26        |             |             |
|                          | Malia Nive Kulikovi      | Cap21                    | ECO                      | 922          | 12,39        |             |             |
|                          | Sandrine Ugatai          | LREM diss.               | DVC                      | 766          | 10,30        |             |             |
|                          | Lauriane Tialetagi-Vergé | SE                       | DVC                      | 503          | 6,76         |             |             |
|                          |                          |                          |                          |              |              |             |             |
| Votes valides            | Votes valides            | Votes valides            | Votes valides            | 7 440        | 99,16        | 7 418       | 98,70       |
| Votes blancs             | Votes blancs             | Votes blancs             | Votes blancs             | 34           | 0,45         | 62          | 0,82        |
| Votes nuls               | Votes nuls               | Votes nuls               | Votes nuls               | 29           | 0,39         | 36          | 0,48        |
| Total                    | Total                    | Total                    | Total                    | 7 503        | 100          | 7 516       | 100         |
| Abstention               | Abstention               | Abstention               | Abstention               | 2 089        | 21,78        | 2 064       | 21,54       |
| Inscrits / participation | Inscrits / participation | Inscrits / participation | Inscrits / participation | 9 592        | 78,22        | 9 580       | 78,46       |

Cette élection fait l'objet d'une contestation devant le conseil constitutionnel, l'écart est réduit à 6 voix mais le résultat reste inchangé.